# Hanitschella nebulosa
Hanitschella nebulosa är en kackerlacksart som beskrevs av Karlis Princis 1951. Hanitschella nebulosa ingår i släktet Hanitschella och familjen småkackerlackor.
Artens utbredningsområde är Kenya. Inga underarter finns listade i Catalogue of Life.